# Sonne Wind & Wärme
Sonne Wind & Wärme war ein Branchenmagazin aus dem Bereich der Erneuerbaren Energien. Mitte 2018 wurde die Zeitschrift in die Nachfolger Building & Automation und Netzpraxis als Rubriken integriert. Das Heft hatte es sich zur Aufgabe gemacht, über alle erneuerbaren Energien zu berichten. Im Fokus standen dabei insbesondere Photovoltaik, Windenergie, Solarwärme und Bioenergie. Sonne Wind & Wärme richtete sich vor allem an Branchenkenner, Produzenten und Installateure. Die Zeitschrift war Mitglied bei der IVW und unter der IVW-Nr.: 3140201112 registriert.

## Inhalt
Der Inhalt der Sonne Wind & Wärme richtete sich in erster Linie an Branchenkenner, sollte aber auch für Laien verständlich sein. Das Heft bestand größtenteils aus Fachartikeln, Marktübersichten, Produktvorstellungen und Nachrichten. Neben den genannten Energiequellen wurden auch Geothermie sowie Wellenkraftwerke und Gezeitenkraftwerke erörtert.

### Regelmäßige Marktübersichten
- Photovoltaik: Hersteller von Wafern, Solarzellen und Solarmodulen.
- Solarthermie: Hersteller von Flach- und Vakuumröhrenkollektoren, Übersicht über aktuelle Wärmespeicher
- Windenergie: Übersicht über Turbinenhersteller
- Bioenergie: Übersicht Pelletskessel

### Fachartikel
Fachartikel befassten sich überwiegend mit neuen technologischen Entwicklungen, besonderen Anwendungen erneuerbarer Energien, Messeberichten und dem aktuellen Marktgeschehen.

## Geschichte
Das Magazin bestand seit 1976 und war zunächst Mitteilungsblatt der Deutschen Gesellschaft für Sonnenenergie bis 1979 zu einer Aufspaltung kam. Seit 1979 heißt das Vereinsorgan der „Deutschen Gesellschaft für Sonnenenergie“ nun Sonnenenergie und das neue vom Verein abgespaltene Blatt Sonnenenergie & Wärmetechnik. 1982 gingen die Zeitschriften Bau & Energie und Energie dezentral in dieser Zeitschrift auf. Bis Ende 1999 war der Titel noch „Sonnenenergie & Wärmetechnik“. Zunächst erschien sie alle zwei Monate, jetzt 10 mal im Jahr. 2003 wurde zudem ein internationaler Ableger namens „Sun & Wind Energy“ gegründet. Dieser wurde anfangs einmal im Jahr veröffentlicht; diese erschien dann noch sechsmal im Jahr.
Chefredakteure
- bis 1992: Alex Urbanek
- ab 1992: Detlef Koenemann
- ab Sommer 2008: Volker Buddensiek
- ab ca. 2018: Ralf Ossenbrink[5]